# Râul Rebricea Seacă
Râul Rebricea Seacă este un curs de apă, afluent al râului Rebricea. 